# NGC 7710
NGC 7710 ist eine Linsenförmige Galaxie vom Hubble-Typ S0/P im Sternbild Fische auf der Ekliptik. Sie ist schätzungsweise 113 Millionen Lichtjahre von der Milchstraße entfernt und hat einen Durchmesser von etwa 40.000 Lichtjahren.
Im selben Himmelsareal befinden sich u. a. die Galaxien NGC 7699, NGC 7700, NGC 7701, IC 1501.
Das Objekt wurde am 24. September 1862 von Heinrich Louis d’Arrest entdeckt.